# Højris (Ikast)
Højris eller Højris Have er en tidligere herregård fra 1618, og som har haft mange forskellige ejere. Højris Have den ældste bygning i Ikast-Brande Kommune. Hovedbygningen er fredet.
I 1943 lejede diakon Anton Nielsen hoved-bygningen og indrettede et plejehjem for psykisk syge fra Ikast og omliggende kommuner.
I 1948 blev avlsbygningerne solgt fra og er i dag Højris Rideskole. I 1958 købte Danske Diakonhjem Højris.
Højris Have ejes af Danske Diakonhjem, som har driftsaftale med Ikast-Brande Kommune.